# Мур, Гаррет, 1-й виконт Мур
Гаррет Мур, 1-й виконт Мур (англ. Garret Moore, 1st Viscount Moore; ок. 1564 - 9 ноября 1627) - англо-ирландский политик и пэр.

## Рождение и происхождение
Родился около 1564 года. Сын сэра Эдварда Мура из Меллифонта и его жены Элизабет Клиффорд. Его отец был рыцарем и владельцем бывшего аббатства Меллифонт в графстве Лаут. Мать Гаррета была дочерью Николаса Клиффорда и его жены Мэри Харпер. Элизабет уже была замужем трижды: все её мужья принадлежали к англо-ирландской знати: её первый муж, сэр Уильям Брабазон, был лордом-судьей Ирландии. Благодаря этому браку Гаррет стал сводным братом Эдварда Брабазона, 1-го барона Арди. Благодаря третьему браку его матери, который был с капитаном Хамфри Уорреном, он был сводным братом сэра Уильяма Уоррена. 

## Ранняя карьера
В 1599 году, после смерти отца в 1581 году, Гаррет был посвящён в рыцари королевой Англии Елизаветой I Тюдор. Он занимал должность сенешаля графства Каван в 1601 году. В 1602 году он унаследовал весьма значительные поместья своего отца. Большая часть из них находилась в аренде и принадлежала непосредственно английской короне. Он был верным другом Хью О'Нила, графа Тирона, и принимал переговоры, которые привели к заключению Меллифонтского договора в 1603 году и окончанию Девятилетней войны.

## Мур и граф Тирон
Несмотря на его дружбу с графом Тироном, его преданность английской короне никогда не вызывала серьезных сомнений. Однако после бегства графа Тирона на континент в 1607 году виконт Мур стал объектом яростных нападок со стороны своих врагов, особенно непостоянного и ненадежного Кристофера Сент-Лоуренса, 10-го барона Хоута, с которым он сильно поссорился, несмотря на то, что был связан с ним браком. Лорд Хоут обвинил Мура в предательских отношениях с Тироном и выдвинул обвинения с такой настойчивостью, что лорд-лейтенант Ирландии сэр Артур Чичестер, который первоначально посмеялся над ними как над «слишком абсурдными, чтобы обвинять в них даже мальчика-конюшника, не говоря уже о рыцаря», почувствовал себя обязанным поместить Мура под домашний арест. Гаррет Мур признался, что накануне бегства графов Тирон навещал его в его доме в Меллифонте, но решительно отрицал любые обвинения в измене. Лорд Хоут, вызванный в Ирландский совет, отказался представить доказательства предполагаемой измены на том основании, что, поскольку Гаррет Мур сам был тайным советником, этот орган явно виновен в предвзятости. Дело было передано в Англию, и со временем с Мура были сняты все подозрения. Барон Хоут теперь обвинил Чичестера и Мура в заговоре с целью его убийства: Совет, который к тому времени уже проиграл, утратил терпение по отношению к Хоуту, приказал ему с позором удалиться на родину. Гаррет Мур, напротив, был уверен, что его лояльность королю не подвергается сомнению.

## Поздняя карьера
Гаррет Мур стал членом Тайного совета Ирландии в 1604 году и заседал Ирландской палате общин от Данганнона в 1613-1615 годах. Он занимал должность лорда-президента Манстера в 1615 году. 
20 июля 1616 года ему был пожалован титул барона Мура из Меллифонта в графстве Лаут (Пэрство Ирландии). Он был удостоен дальнейшей чести, когда 7 февраля 1621 года ему был присвоен титул виконта Мура из Дроэды (Пэрство Ирландии) .

## Брак и дети
Он женился на Мэри Колли (? - 3 июня 1654), дочери сэра Генри Колли и его жены Кэтрин Кьюсак, дочери сэра Томаса Кьюсака (1490-1571), лорда-канцлера Ирландии, от которого у него было двенадцать детей, три сына и девять дочерей:
У пары было семеро сыновей и пять дочерей:
- Эдвард Мур, умерший раньше своего отца
- Томас Мур, умерший раньше своего отца
- Чарльз Мур, 2-й виконт Мур (1603 - 7 августа 1643), преемник отца.
- Джеймс Мур (? - 1639)
- Артур Мур (? - 1635), был женат на женился на Дороти Кинг, дочери сэра Джона Кинга из Бойл-Эбби
- Фрэнсис Мур
- Джон Мур
- Урсула Мур, вышедшая замуж за сэра Николаса Уайта из Лейкслипа в графстве Килдэр[3]
- Фрэнсис Мур, вышедшая замуж за Роджера Джонса, 1-го виконта Ранела
- Энн Мур, вышедшая замуж за военачальника роялистов сэра Фейтфула Фортескью
- Элеонора Мур, вышедшая замуж за сэра Джона Денэма, лорда-главного судьи Ирландии
- Джейн Мур (? - 1686), вышедшая замуж за Генри Блейни, 2-го барона Блейни.

Внук Мура, Генри Мур, был назначен графом Дроэда в 1661 году.
Вдова Мура Мэри снова вышла замуж за Чарльза Уилмота, 1-го виконта Уилмота (ок. 1572 - 1644).